# 呉服橋交差点

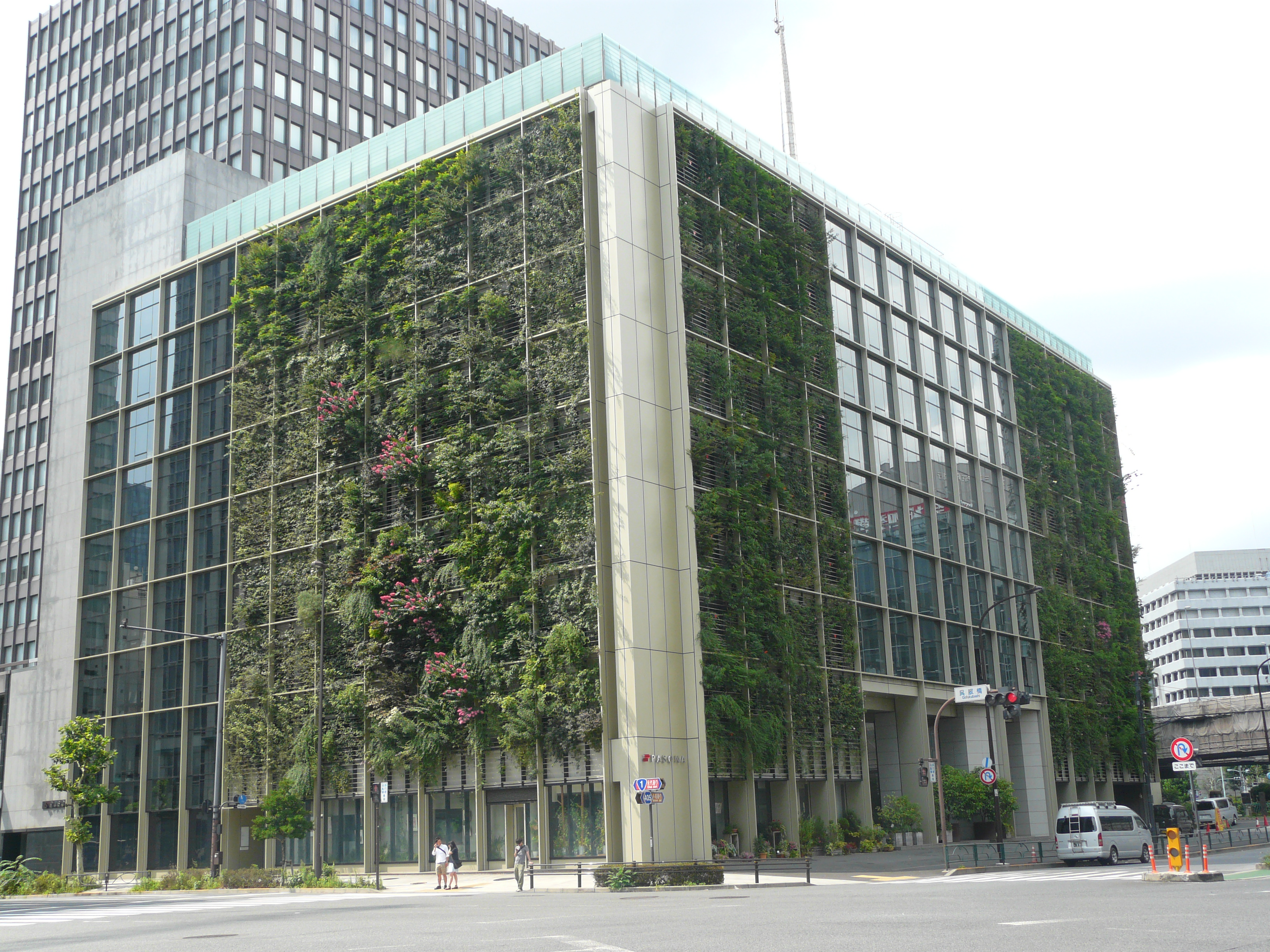
大和呉服橋ビル（2014年7月）

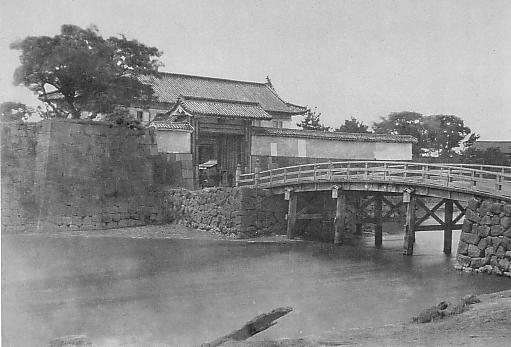
呉服橋門

呉服橋交差点（ごふくばしこうさてん）は、東京都中央区八重洲にある十字路である。

## 交差点の概要
- 東・西 - 国道1号・国道20号（永代通り）
- 南・北 - 東京都道405号外濠環状線（外堀通り）

## 歴史
江戸時代には、現在の外堀通りのすぐ西を南北に延びる形で濠（外堀）があり、木造の橋が架けられていた。橋の西詰に江戸城城門の一つである呉服橋門が設けられていた。当時、本交差点から日本橋交差点にかけての一帯は呉服町と呼ばれていた。一説に、幕府御用達の呉服商が住んだという。明治時代以降、城門は撤去され、橋は近代的なものに架け替えられた。交差点のすぐ南に都電の「呉服橋」電停があった。第二次大戦後、瓦礫処理により濠が埋め立てられたため呉服橋は撤去・道路化された。その後、都電路線も廃止され、交差点にのみ「呉服橋」の名を残すにいたっている。